# Julius Kurth
Friedrich Erdmann Julius Kurth (* 15. Mai 1870 in Berlin; † 23. Mai 1949 in Gerbstedt) war ein deutscher Pfarrer, Privatgelehrter und Autor.

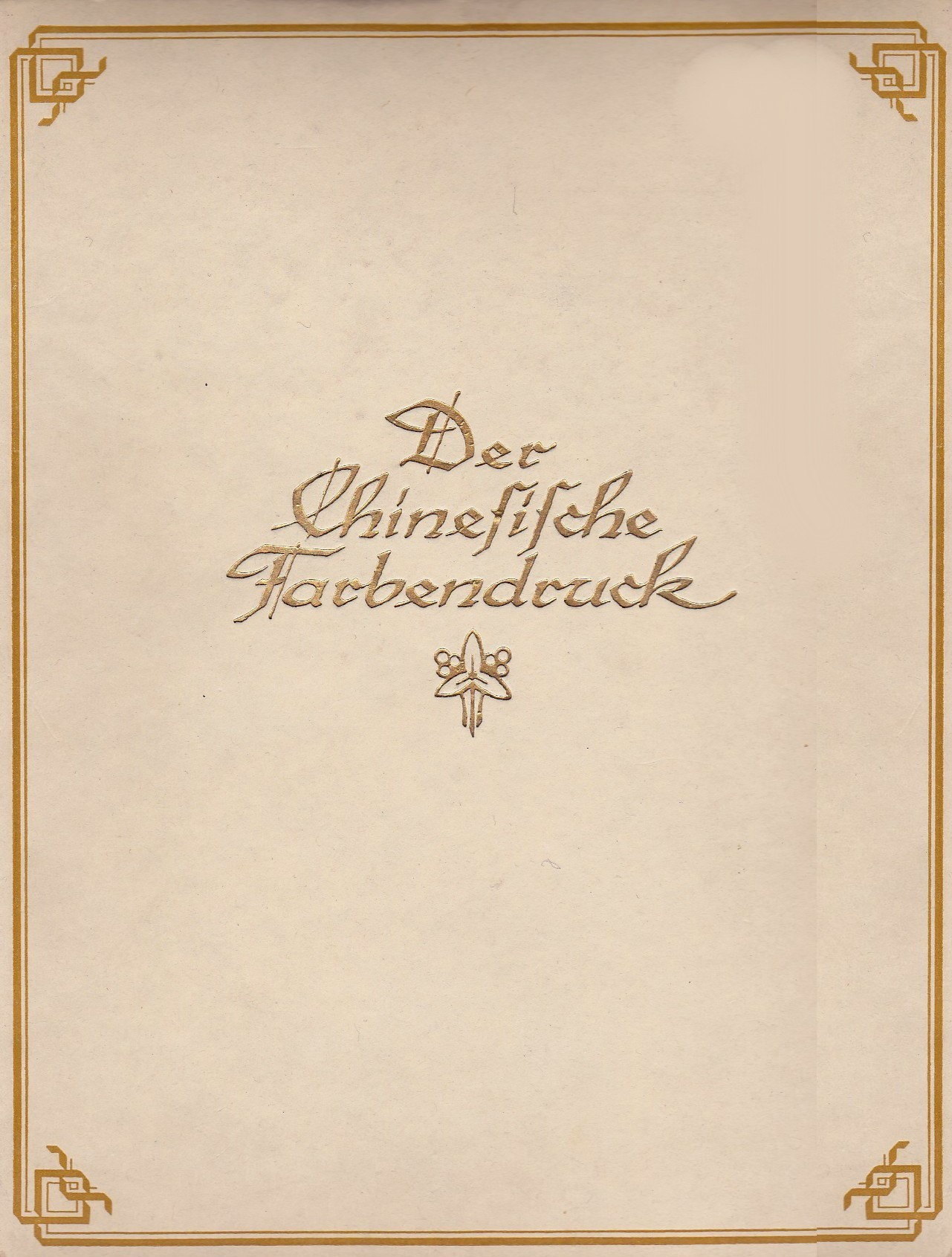
Einband einer Monographie von Kurth, 1922

## Leben
Julius Kurth war der Sohn des Rektors Julius Kurth und von Emma Marie Clausnitzer. Er besuchte das Berliner Gymnasium zum Grauen Kloster. Seit 1890 studierte er Evangelische Theologie an der Berliner Universität. 1896 wurde an der Philosophischen Fakultät der Universität Heidelberg promoviert.
Von Januar bis März 1897 machte er eine Orientreise. Als Stipendiat des Deutschen Archäologischen Instituts führten ihn 1897/1898 Reisen nach Jerusalem, Konstantinopel, Italien und Griechenland. Am 12. Januar 1900 heiratete er Elisabeth Heise aus Berlin. Nach seiner Ordination am 31. März 1901 wirkte er als Stadtvikar in Berlin.
Ab 1910 bis zu seiner Emeritierung am 1. Juni 1935 war er Gemeindepfarrer an der Taborkirche in Berlin-Hohenschönhausen.
Er wirkte auch als Privatgelehrter, besonders wandte er sich der japanischen Holzschnittkunst und chinesischen Holzschnittkunst zu und publizierte zahlreiche Werke zu diesem Thema. Auf Einladung von F.S. Archenhold beobachtete und zeichnete er die Planeten Mars und Uranus am Großen Refraktor der Sternwarte in Berlin-Treptow, der heutigen Archenhold-Sternwarte.
Seine umfangreichen Sammlungen ägyptischer, vorderasiatischer und antiker Objekte, Keilschrifttexte und Papyri wurde nach seinem Tod von staatlicher Seite 1950 als Leihgaben ohne Leihvertrag mit den gesetzlichen Erben ans Archäologische Museum der Martin-Luther-Universität Halle-Wittenberg überwiesen. Im Jahr 1992 übertrugen die Erben dem Museum die Kurthschen Sammlungen als Schenkung.

### Ausstellungen
- Die ägyptischen Altertümer aus der Sammlung Julius Kurth. Sonderausstellung vom 4. Juli bis zum 26. November 2009 im Archäologischen Museum der Universität Halle-Wittenberg.
- Forscher – Pfarrer – Sammler. Die ägyptischen Altertümer des Dr. Julius Kurth. Sonderausstellung vom 22. Juni bis zum 15. Dezember 2011 im Ägyptischen Museum – Georg Steindorff – der Universität Leipzig.
- Vom 5. Mai 2017 bis zum 5. November 2017 wurde unter dem Titel Die Strahlkraft von Wissen und Glauben im Museum Lichtenberg im Stadthaus, Berlin, eine Ausstellung zu Leben und Werk Kurths gezeigt.